# Gissar
I monti Hisor, chiamati anche Gissar, Hisar o Hissar (in tagico Қаторкӯҳи Ҳисор, Qatorkŭhi Hisor; in uzbeco Hisor tizmasi; in russo Гиссарский хребет, Gissarskij chrebet) sono una catena montuosa dell'Asia centrale nella parte occidentale del Pamir-Alaj, che si estendono in Uzbekistan e in Tagikistan. Rappresentano uno spartiacque dei bacini idrografici del fiume Zeravshan e dell'Amu Darya.

## Descrizione
La catena dei monti Hisor si estende per circa 200 km; passa a sud dei monti Zeravshan e a nord di Dušanbe, attraversa il distretto di Hisor in Tagikistan e la parte settentrionale della regione di Surxondaryo in Uzbekistan. Il punto più alto nella catena Hisor è rappresentato dal monte Khazret Sultan (4 643 m s.l.m.), che si trova in Uzbekistan, al confine con il Tagikistan, a nord-ovest di Dušanbe. Il Khazret Sultan è anche il punto più alto di tutto l'Uzbekistan. I monti Hisor sono composti da rocce cristalline, scisti e arenaria, caratterizzati da inclusioni granitiche. Nella parte centrale della catena montuosa si trova il lago Iskanderkul (ad un'altitudine di 2176 m).

### Riserva naturale Hisor
La riserva naturale Hisor, costituita in Uzbekistan nel 1983, comprende più di 80.000 ettari nella regione di Kashkadarya, di cui 50.000 nel distretto di Shahrisabz, 16.000 nel distretto di Yakkabog e 14.000 nel distretto di Kamashi. Si trova nelle zone medio-alte della catena montuosa a un'altezza di 1 750-4 421 m. L'altezza dei picchi di montagna varia da 2 500 a 4 421 m.